# 슈퍼 어드벤처 록맨
《슈퍼 어드벤처 록맨》(スーパーアドベンチャーロックマン)은 캡콤이 발매한 FMV 슈팅 게임이다. 플레이스테이션과 세가 새턴으로 발매된 록맨 시리즈의 스핀오프로, 1998년 6월 25일 일본에서만 발매됐다. 아마존에 잠든 외계의 슈퍼컴퓨터 '라 문(Ra Moon)'을 이용한 Dr. 와일리의 세계정복 계획을 저지하려는 록맨의 싸움을 그렸다.

## 평가
| 평가                                               |                       |
| -------------------------------------------------- | --------------------- |
| 평론 점수 평론사 점수 패미츠 27/40 (PS) 27/40 (SS) |                       |
| 평론 점수                                          |                       |
| 평론사                                             | 점수                  |
| 패미츠                                             | 27/40 (PS) 27/40 (SS) |